# Junonia evarete
Junonia evarete är en fjärilsart som beskrevs av Pieter Cramer 1782. Junonia evarete ingår i släktet Junonia och familjen praktfjärilar. Inga underarter finns listade i Catalogue of Life.

## Bildgalleri

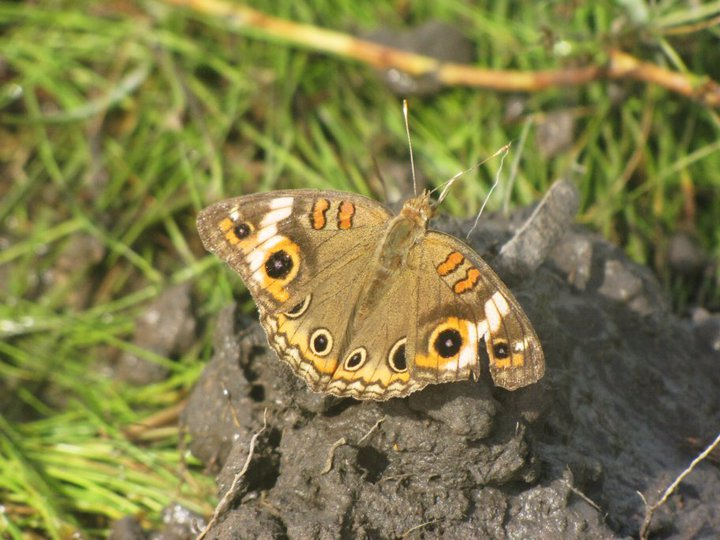
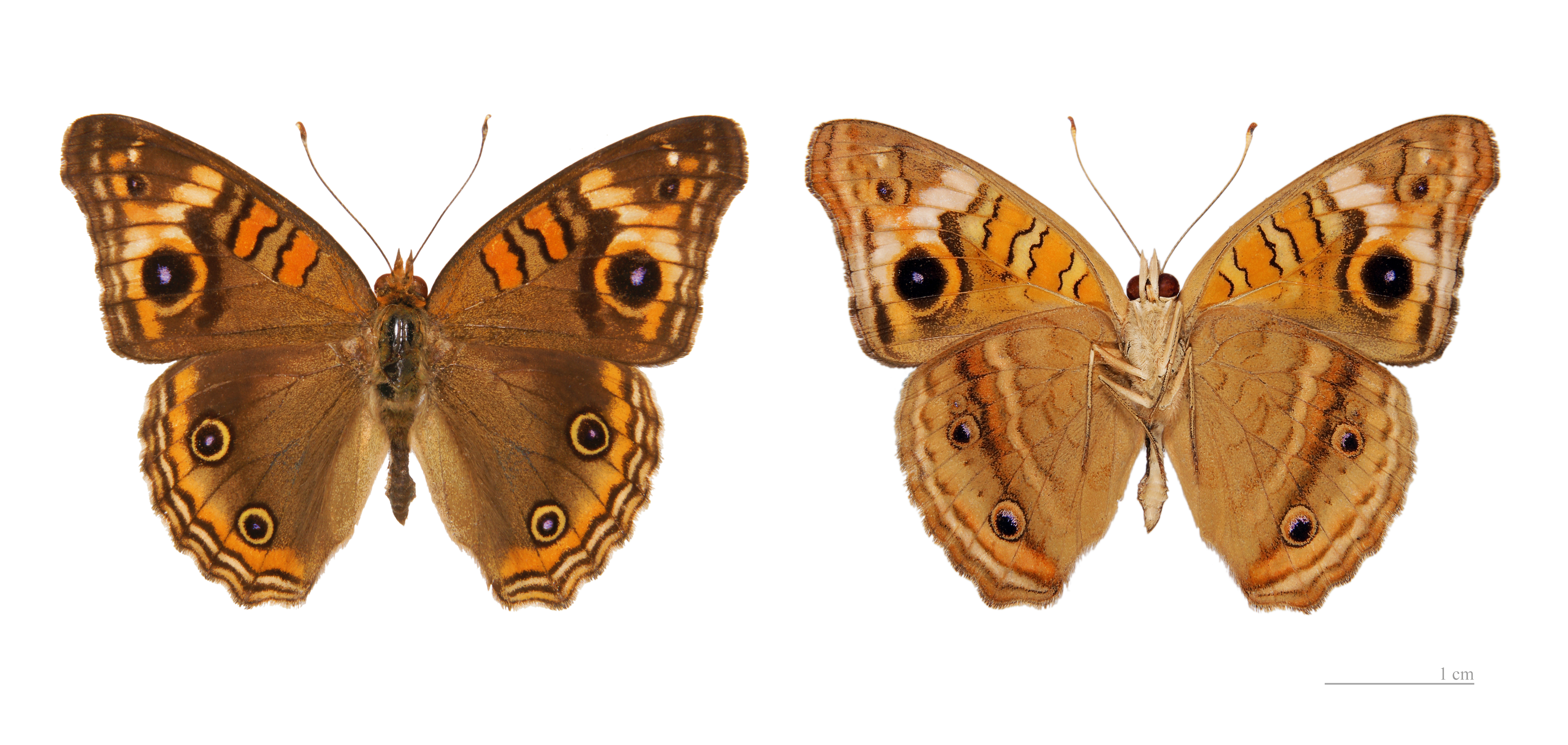